# Svojetín
Svojetín (německy Swojetin) je obec v okrese Rakovník ve Středočeském kraji. Leží zhruba dvanáct kilometrů severozápadně od Rakovníka. Žije v něm 362 obyvatel. Svojetín je součástí tradiční oblasti pěstování chmele.
Sousedními obcemi sídla jsou Měcholupy, Chrášťany, Janov, Hořesedly, Nesuchyně, Děkov, Milostín a Kněževes.

## Název
Název vesnice je odvozen z osobního jména Svojata ve významu ves lidí Svojatových. V historických pramenech se název vsi objevuje ve tvarech: de Swoytina (1318), Svojetín (1420, 1539) nebo na Svojetíně (1542).

## Historie

### Nejstarší dějiny obce
Archeologické nálezy za domem č. 59, kamenná sekyra, dokládají osídlení již v mladší době kamenné. První písemná zmínka o Svojetíně pochází z roku 1250, kdy byl na listině papeže Inocence IV. potvrzen nárok cisterciáckého kláštera v Plasích. Svojetín však klášteru nepatřil, nýbrž byl svobodnou vsí.
Podle pověsti měl na hranicích kmenového území Přemyslovců s výbojnými Lučany slovanský vůdce Svojata vybudovat opevněnou osadu, která se stala základem pozdější obce.

### Středověk a novověk
V roce 1318 je byl vlastníkem jistý Jenec ze Svojetína a na konci 14. století patřilo panství Václavovi, zvanému Klečka ze Svojetína a jeho manželce Anně z Janovic. Jejich syn Václav Klečka ml. byl roku 1407 vězněn za krádeže. Poté vesnice patřila královskému kostelu Všech svatých na Pražském hradě a král Zikmund panství ve dvacátých letech 15. století převedl na Petra a Ctibora z Kačice. Poté panství patřilo Oldřichovi ze Svojetína, od roku 1445 Albrechtovi Krakovskému z Kolovrat, po něm jeho synovi Jindřichovi. Jeho synové majetek rozdělil, přičemž Svojetín s Veclovem připadly Janu Krakovskému z Kolovrat. Ten nechal u Svojetína založit dva rybníky, v roce 1533 však Jan musel panství pro zadlužení postoupit Mikulášovi Polenskému na Hořesedlích. Část polností měl ovšem propachtovánu Jaroslav Sekerka z Bezděkova a následný spor mezi Polenským a Sekerkou musel urovnat král Ferdinand I. Roku 1538 Polenský prodal panství Janu Myškovi ze Žlunic a ten roku 1539 Albrechtovi z Valdštejna na Pšovlkách. Jan Kolovrat-Krakovský prodal panství Václavovi Hřebeckému z Pibru na Kounově. Poté je vlastnili páni ze Šlovic, kteří je roku 1557 spojili s panstvím Olešná. Roku 1573 po smrti Jana panství připadlo Janu Jindřichu Cukrovi z Tamfeldu, po něm opět Krakovským z Kolovrat a následně Chotkové z Chotkova.
V době třicetileté války se vystřídalo několik vlastníků. Poté, co se Karel Chotek z Chotkova přidal na stranu Sasů a s nimi byl poražen, zmocnil se Chotkovského majetku Albrecht z Valdštejna a Svojetín prodal císařskému plukovníkovi Tobiáši Minorovi. Později je vlastnil Mikuláš Bechyně z Lažan, roku 1647 je Anna Markéta Bechyňová z Lažan manželka Jana Hanuše z Nostic na Kounově musela roku 1650 postoupit Kryštofu Jaroslavu Kolovrat-Krakovskému kvůli starému dluhu Karla Chotka vůči Václavu Vraždovi z Kunvaldu.
V roce 1655 ve Svojetíně bylo 13 statků a šest chalup, z nichž však čtyři byly stále pusté, ty byly později znovuosídleny díky německým přistěhovalcům. V roce 1672 prodal Augustin Kolovrat-Krakovský panství Svojetín hraběti Karlu Leopoldovi Caretto-Cavrianimu z Millesima a ten téhož roku Ludmile Marii Zellerové z Rosenthalu. Dalšími vlastníky byli Matyáš Leopold Rosenfeldt z Ředhoště, Jan František svobodný pán z Kayserštejna a jeho syn Helfrýd, který ve Svojetíně v roce 1690 postavil sušárnu chmele a panskou sýpku. Po něm vše zdědila jeho dcera Ludmila s manželem Petrem Arnoštem z Mollartu a po smrti jeho syna Lambergové, rodina Meraviglia-Crivelli.
V roce 1757 ve vsi bylo 15 usedlostí. Roku 1776 byla v domě č. 46 zřízena německá škola. Hrabata Meravigliové prodali panství Karlu Egonovi II. z Fürstenbergu, který je připojil ke svým panstvím Křivoklát, Krušovice, Nižbor, Všetaty, Skřivaň a Podmokly.
V roce 1843 bylo ve Swojetině 64 domů s 455 německojazyčnými obyvateli, kaple sv. Jana Nepomuckého, vrchnostenská škola, poplužní dvůr, chmelnice a uhelný důl. Farnost byla v Kněževsi. Svojetínský revír, převážně borový les, sestával z 262 jiter a 42 čtverečních sáhů, který s dalšími 24 revíry tvořil panství lesního úřadu v Křivoklátě. Roku 1847 byla založena samostatná škola.

### Novodobé dějiny

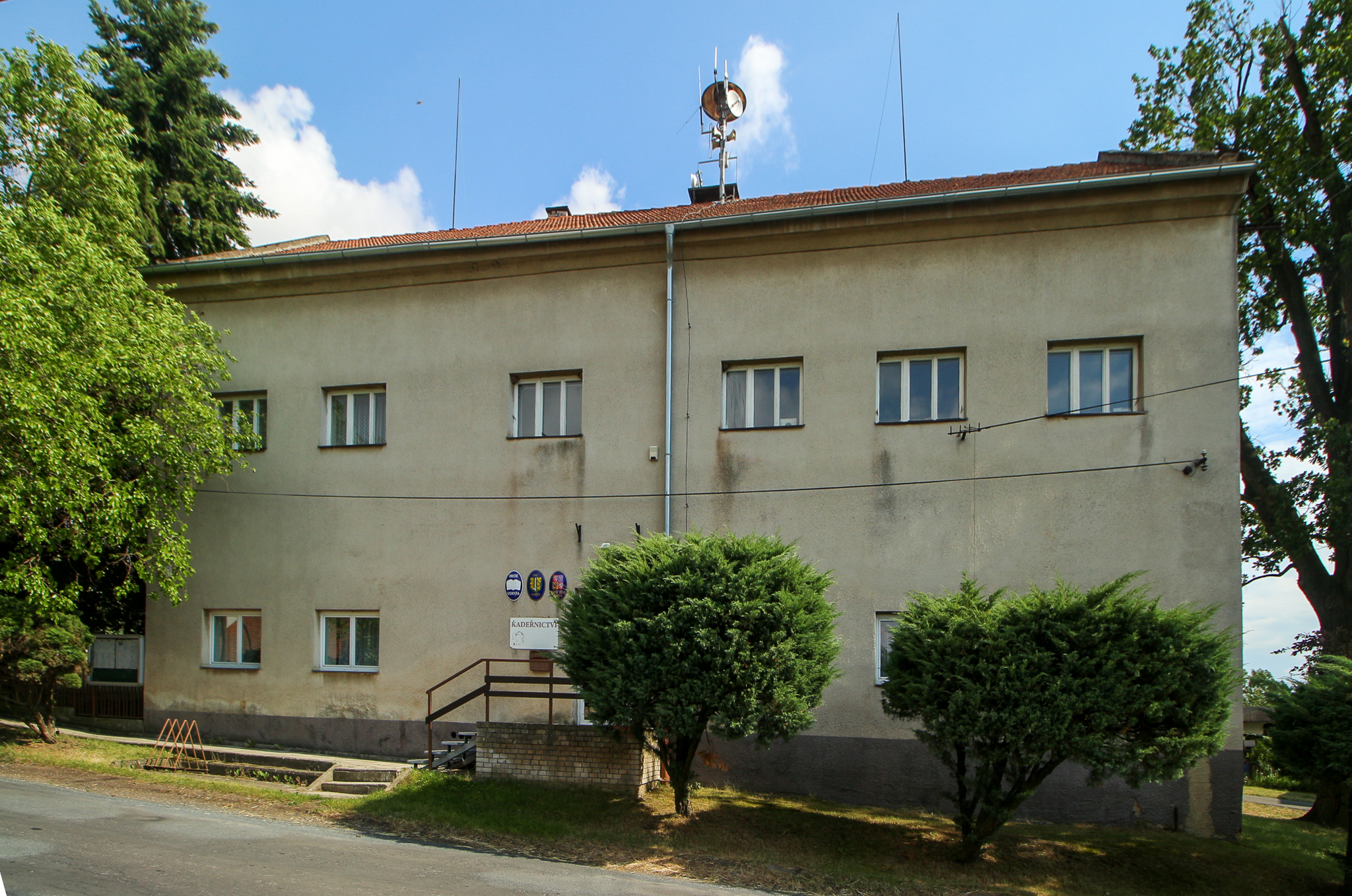
Obecní úřad ve Svojetíně

V roce 1918 prodal Fürstenbergové panství městu Rakovník. Roku 1919 byla ve Svojetíně zřízena četnická stanice. Poté, co bylo při sčítání obyvatelstva v roce 1919 bylo v obci evidováno 61 českých dětí, byla v září 1919 ve Svojetíně zřízena česká škola, vyučování zpočátku probíhalo v jedné ze tříd německé školy. V roce 1921 žilo ve Svojetíně 552 Čechů a 482 českých Němců. Roku 1925 byla zřízena nová česká školní budova. Kromě učeben pro dvě třídy se 44 žáky byla v budově také česká mateřská škola. V roce 1925 byla zprovozněna parní pila, v roce 1929 přenechali Fürstenbergové celé panství Svojetín československému státu, který měl předkupní právo na Svojetínský les.
V roce 1930 žilo ve Svojetíně včetně Janova (Janesthal) a Povlčína 1083 osob, v roce 1932 to bylo 1039. Po mnichovské dohodě v roce 1938 Svojetín s Janovem připadl říši, s tím, že čistě českojazyčná část Povlčína zůstala ve „zbytkových Čechách“ a byla přičleněna k Milostínu. V roce 1939 měl Svojetín 824 obyvatel. Do konce druhé světové války patřila obec k Žateckému kraji.
Po válce byla většina německého obyvatelstva byla vysídlena a Svojetín byl znovu začleněn do rakovnického okresu. Hospodářské budovy vyhnaných osob byly přiděleny Čechům z vnitrozemí a repatriantům z Volyně. 12. srpna 1950 se od Svojetína oddělila obec Janov a vytvořil samostatnou obec. V roce 1961 byl ke Svojetínu připojen Veclov.
V obci Svojetín (přísl. Janov, Povlčín, 1039 obyvatel, četnická stanice, živnostenské společenstvo) byly v roce 1932 evidovány tyto živnosti a obchody: nákladní autodoprava, výroba cementového zboží, družstvo pro rozvod elektrické energie v Janově, Elektrizitätsgenossenschaft für die Gemeinde Svojetín, holič, 5 hostinců, klempíř, 2 koláři, 3 kováři, 2 krejčí, obchod s moukou, obuvník, pekař, pila, obchod s lahvovým pivem, porodní asistentka, 2 rolníci, 3 řezníci, 6 obchodů se smíšeným zbožím, Spar- und Darlehenskassenverein für Svojetín und Wetzlau, spořitelní a záložní spolek pro Janov, stavitel, 2 švadleny, 3 trafiky, 2 truhláři, obchod s uhlím, obchod s uzenářským zbožím, velkostatek Fürstenberg, obchod se zvěřinou a drůbeží.

## Obyvatelstvo
| Rok            | 1869 | 1880 | 1890 | 1900 | 1910 | 1921 | 1930 | 1950 | 1961 | 1970 | 1980 | 1991 | 2001 | 2011 | 2021 |
| -------------- | ---- | ---- | ---- | ---- | ---- | ---- | ---- | ---- | ---- | ---- | ---- | ---- | ---- | ---- | ---- |
| Počet obyvatel | 454  | 577  | 620  | 609  | 678  | 731  | 775  | 447  | 415  | 384  | 330  | 284  | 306  | 265  | 298  |
| Počet domů     | 68   | 75   | 85   | 89   | 119  | 125  | 167  | 152  | 146  | 110  | 106  | 125  | 126  | 123  | 132  |

## Obecní správa

### Územněsprávní začlenění

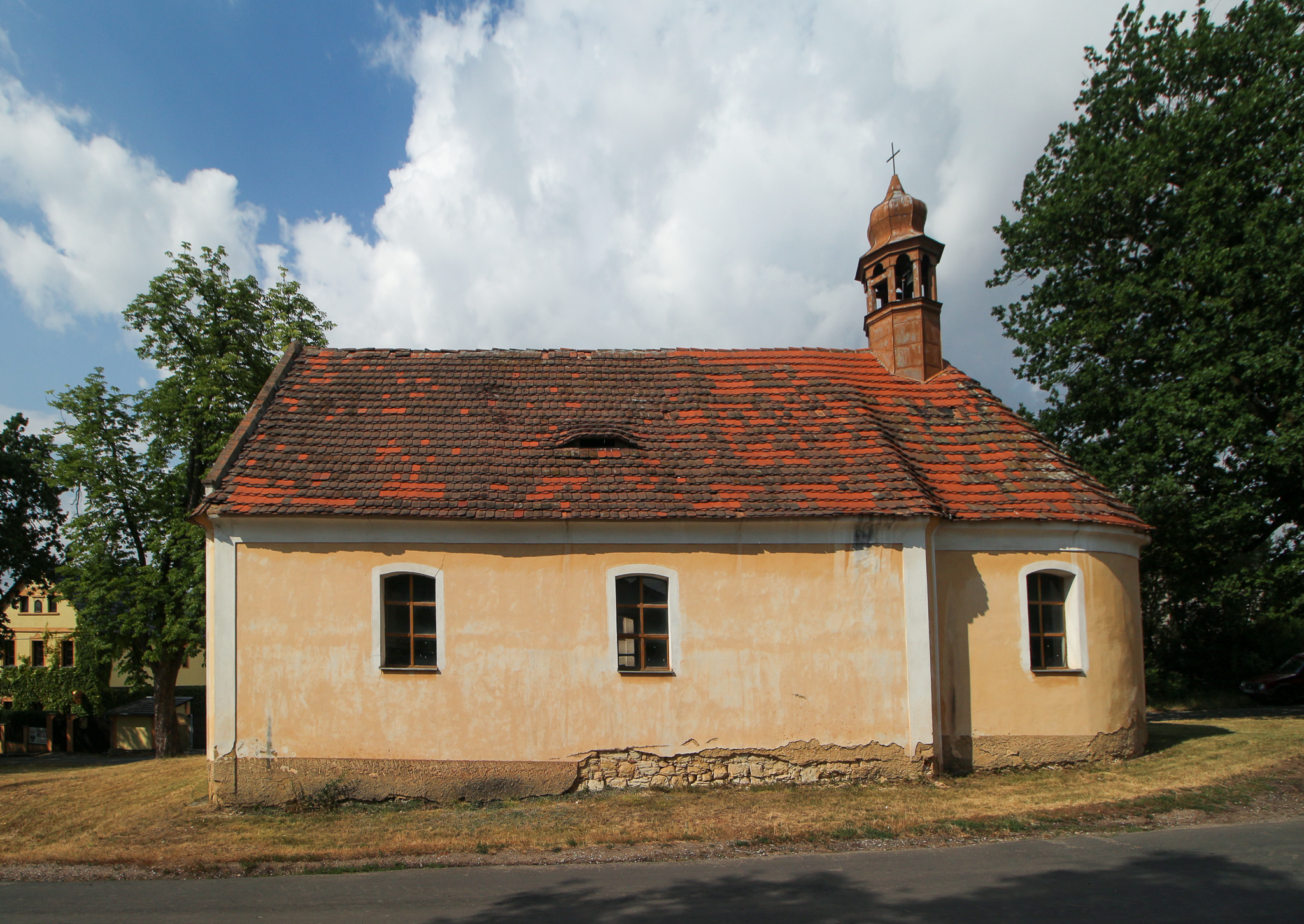
Barokní kaple svatého Jana Nepomuckého

Dějiny územněsprávního začleňování zahrnují období od roku 1850 do současnosti. V chronologickém přehledu je uvedena územně administrativní příslušnost obce v roce, kdy ke změně došlo:
- 1850 země česká, kraj Praha, politický i soudní okres Rakovník[14]
- 1855 země česká, kraj Praha, soudní okres Rakovník
- 1868 země česká, politický i soudní okres Rakovník
- 1939 země česká, Oberlandrat Kladno, politický i soudní okres Rakovník[15]
- 1942 země česká, Oberlandrat Praha, politický i soudní okres Rakovník[16]
- 1945 země česká, správní i soudní okres Rakovník[17]
- 1949 Pražský kraj, okres Rakovník[18]
- 1960 Středočeský kraj, okres Rakovník
- 2003 Středočeský kraj, obec s rozšířenou působností Rakovník

### Části obce
Obec Svojetín se skládá ze dvou částí na dvou katastrálních územích:
- Svojetín (i název k. ú.)
- Veclov (k. ú. Veclov u Svojetína)

V letech 1850–1950 k obci patřil i Janov.

### Obecní symboly
Znak a vlajka byly obci uděleny rozhodnutím předsedy Poslanecké sněmovny Parlamentu České republiky dne 22. listopadu 2001.

## Doprava
Obcí vede silnice II/227 Rakovník–Žatec a končí II/221 Podbořany–Svojetín. Obec leží na železniční trati Most–Rakovník. Je to jednokolejná celostátní trať, doprava na ní byla zahájena roku 1904. V roce 2011 v obci zastavovaly autobusové linky Svojetín–Kounov (v pracovních dnech jeden spoj), Rakovník – Kounov – Mutějovice (v pracovních dnech jeden spoj, dopravce ANEXIA), Žatec–Praha (v pracovních dnech jeden spoj, dopravce DPÚK). Železniční zastávkou Svojetín mezi Rakovníkem a Louny jezdilo denně deset párů osobních vlaků.

## Pamětihodnosti

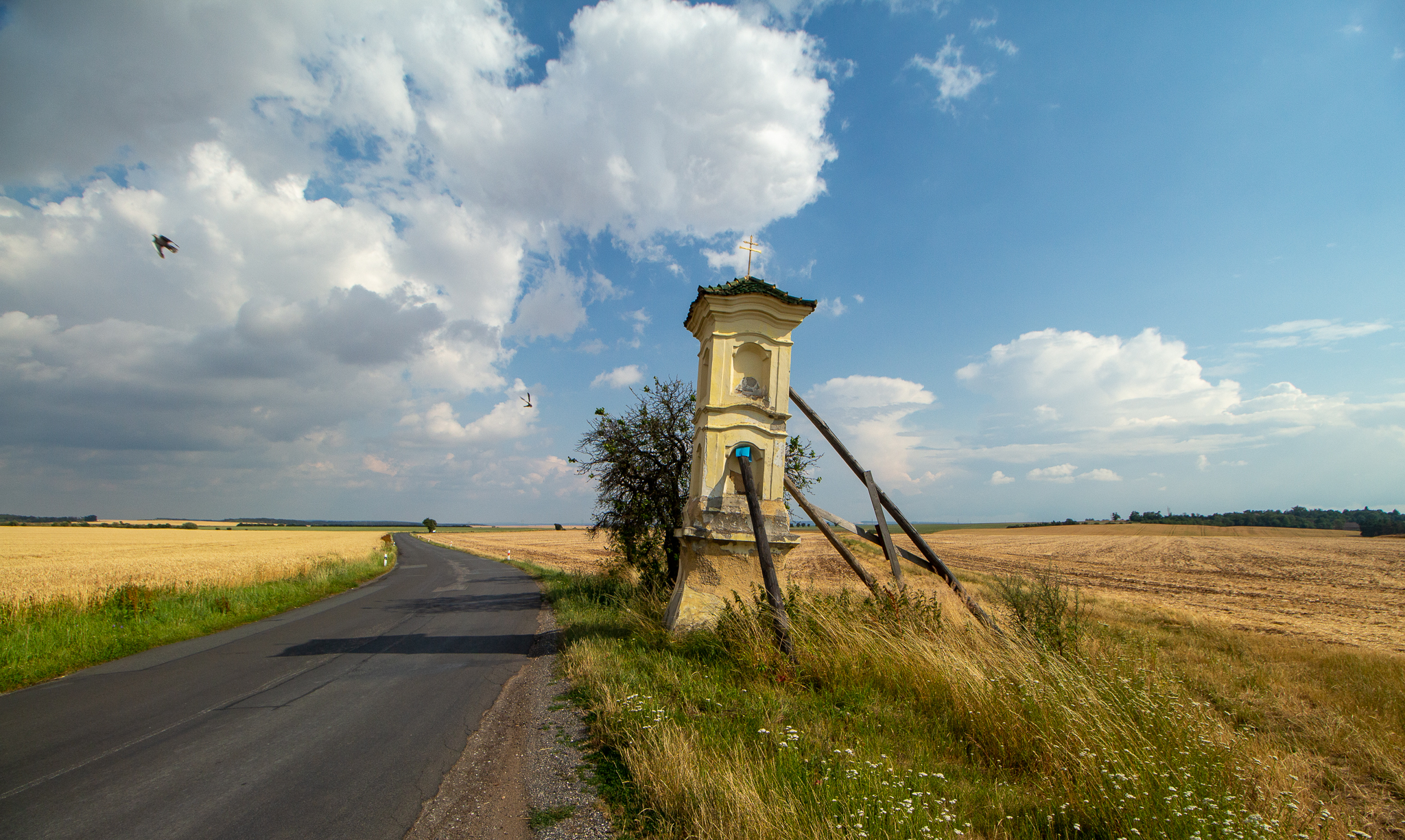
Boží muka na Kamenném vrchu

- Barokní kaple svatého Jana Nepomuckého z let 1721–1722 postavená pro Petra Arnošta z Mollartu
- Morový sloup se sochou svatého Rocha ve vztyčený roku 1714 jako dík za uchránění vsi před morovou epidemií
- Kaple u silnice ze Svojetína do Veclova, postavená roku 1725
- Kaple Panny Marie, severně od vsi při cestě na Žatec, postavena roku 1804 Josefem Bartem ze Svojetína
- Památný dub u obecního úřadu
- Asi dva kilometry jihozápadně od Svojetína se nachází tvrziště Dub ze 14. století chráněné jako kulturní památka.[21]
- Boží muka